# 阿巴哈纳尔部
阿巴哈纳尔部，又译阿霸哈纳尔、阿巴噶那尔，是清朝蒙古部落。
成吉思汗弟别里古台18世孙诺密特默克图所部号为“阿巴哈纳尔”，意为叔父们，因成吉思汗后裔称别里古台为叔父。明末，阿巴哈纳尔部徙牧克鲁伦河流域，依附喀尔喀。清康熙初年，诺密特默克图曾孙色棱墨尔根和栋伊思喇布兄弟归附徙牧漠南，归附清廷。康熙四年（1665年），诺密特默克图曾孙栋伊思喇布所部编为阿巴哈纳尔左翼旗。康熙五年（1666年），色稜墨尔根亦率部徙牧阿巴噶右翼旗地，请求内附，次年（1667年）编为阿巴哈纳尔右翼旗。阿巴哈纳尔设二扎萨克旗，均属于锡林郭勒盟。左翼旗牧地相当今锡林浩特市东部和西乌珠穆沁旗西部部分地区；右翼旗牧地相当于今阿巴嘎旗东部地区。阿巴哈纳尔的行政区划在1950年被并入其他旗，1960年代从阿巴嘎旗析置阿巴哈纳尔旗，1983年撤销后改为锡林浩特市。